# Dardanus megistos
Dardanus megistos är en kräftdjursart som först beskrevs av J. F. W. Herbst 1804.  Dardanus megistos ingår i släktet Dardanus och familjen Diogenidae. Inga underarter finns listade i Catalogue of Life.

## Bildgalleri

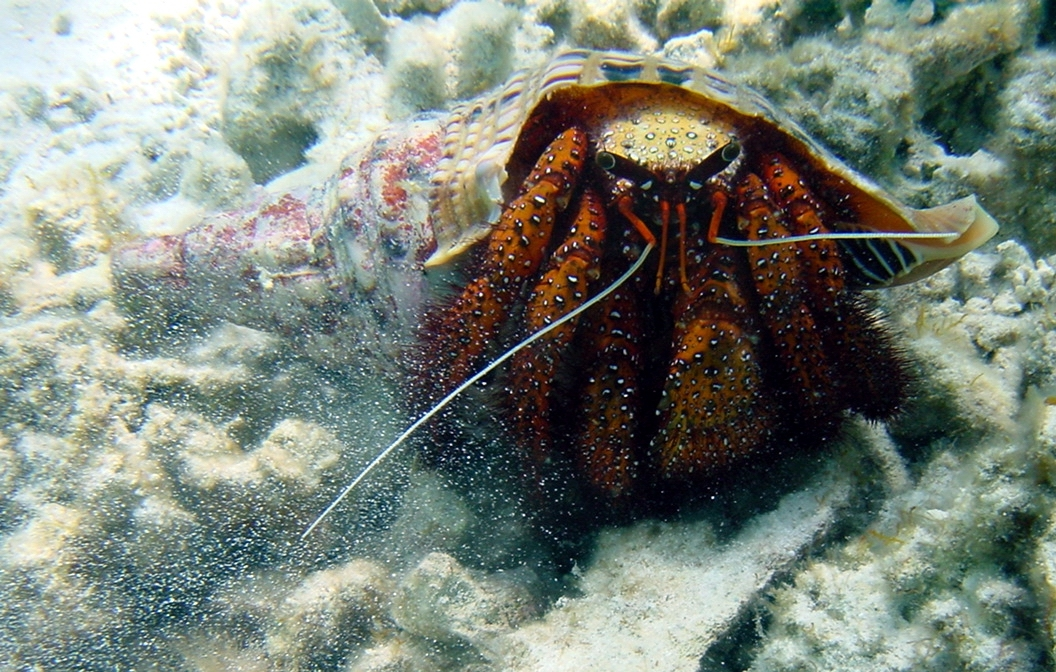
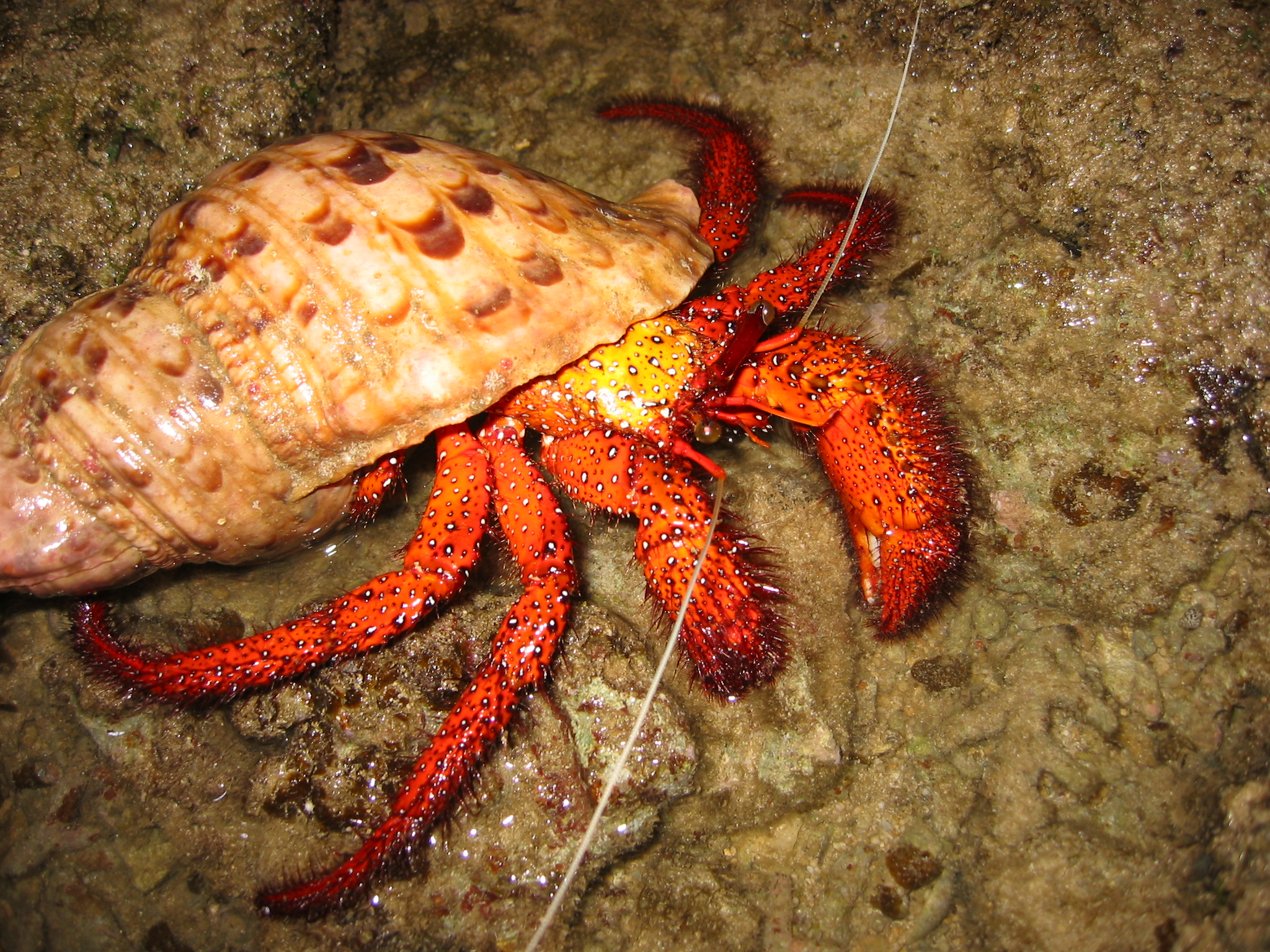
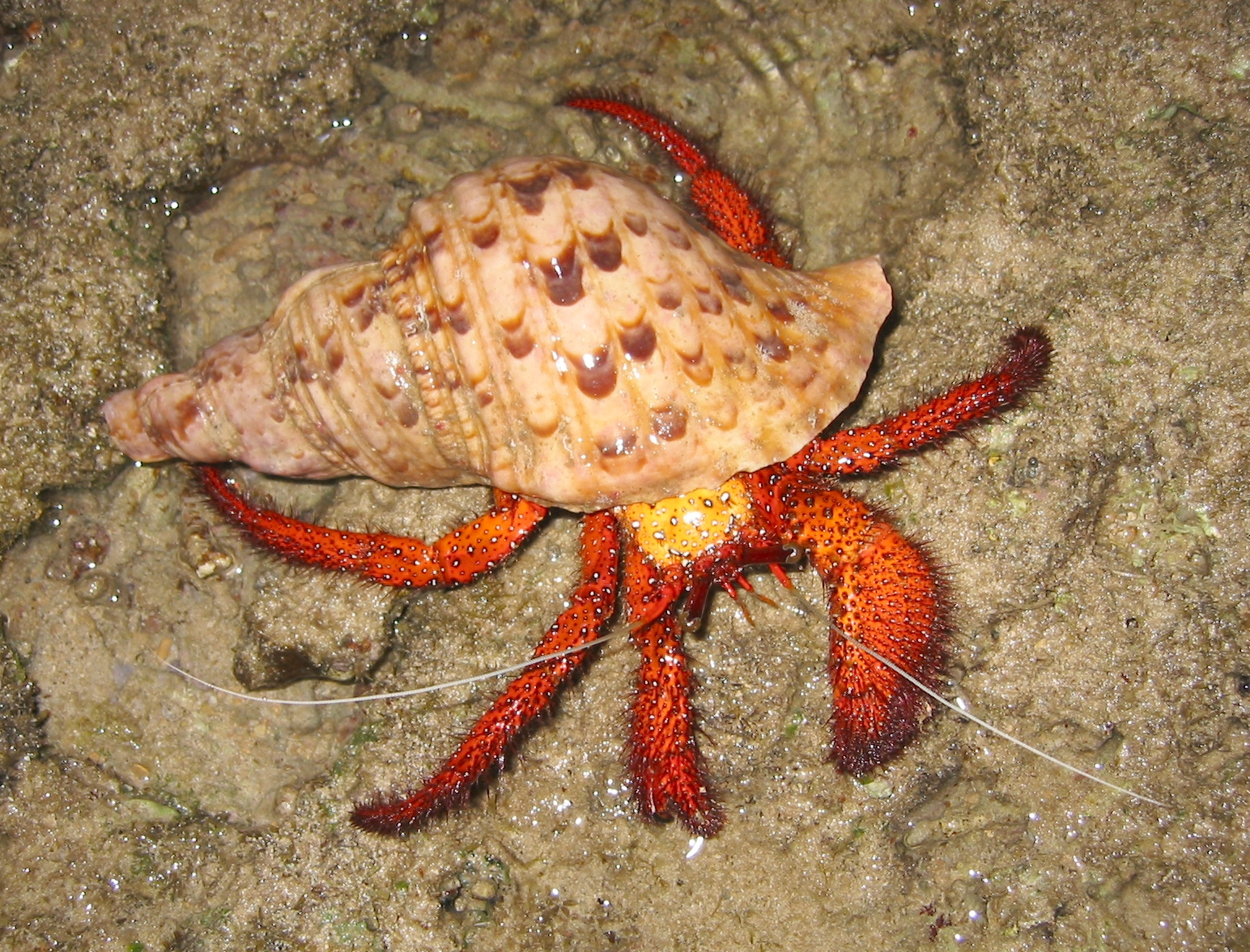
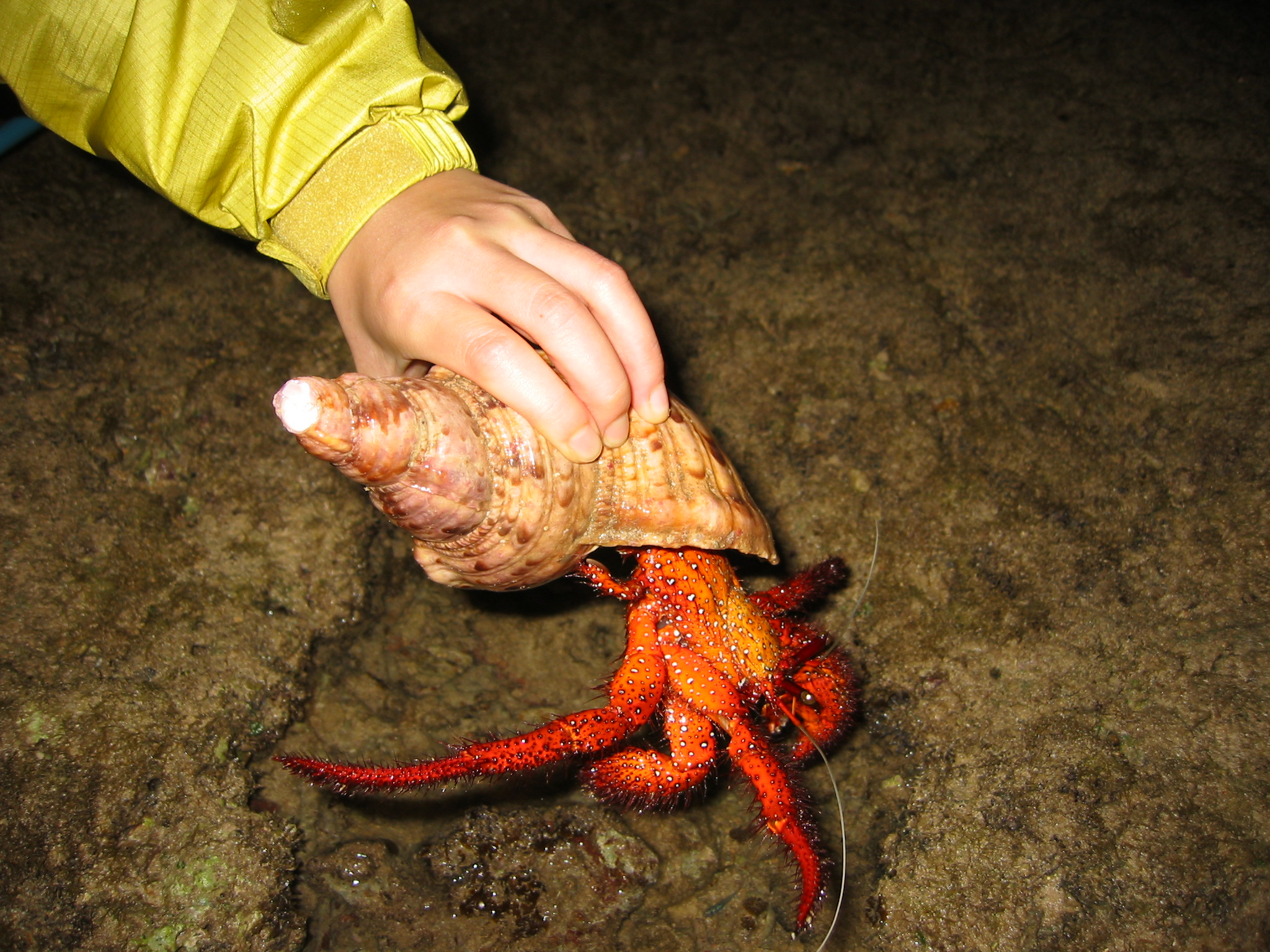
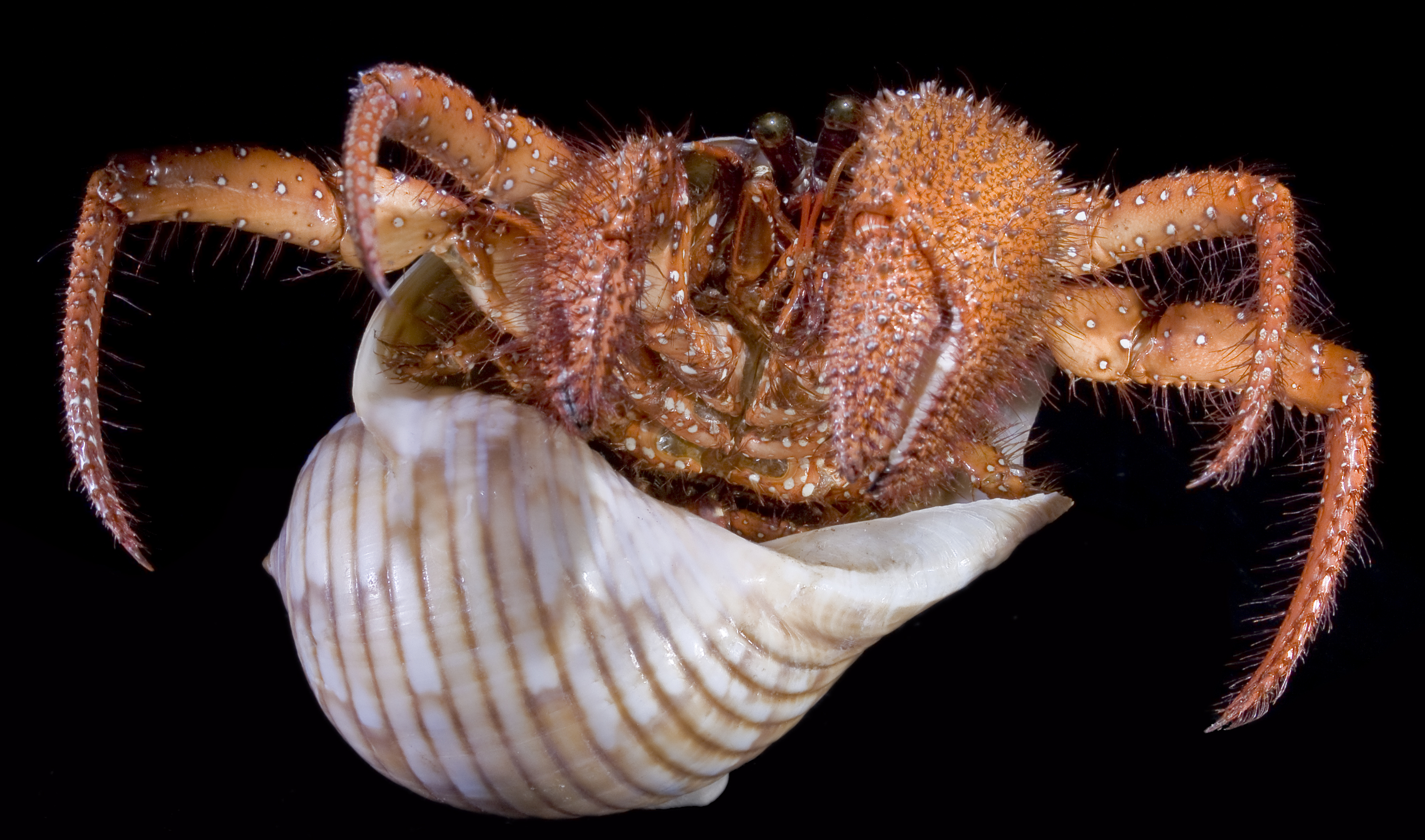
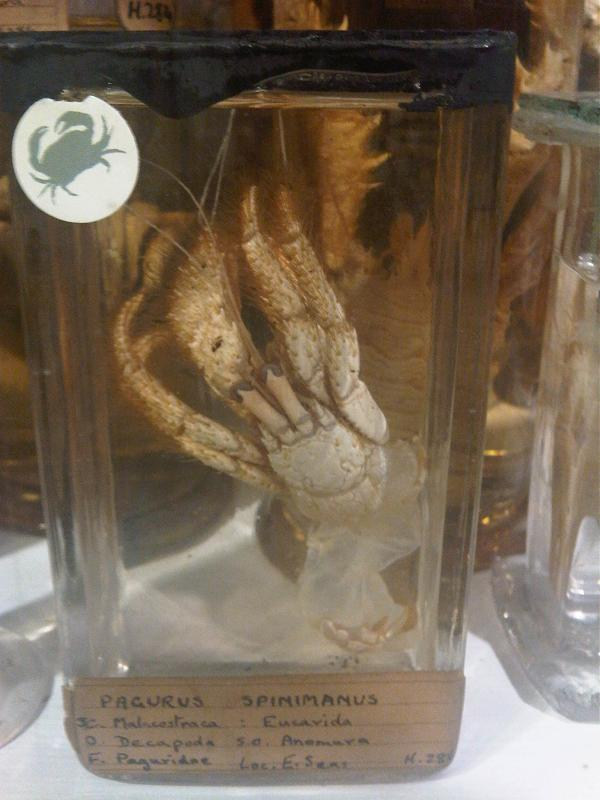